# Flughafen Vigo

i7
i11
i13
Der Flughafen Vigo (galicisch Aeroporto de Vigo, spanisch Aeropuerto de Vigo, IATA-Code: VGO, ICAO-Code: LEVX) ist ein Verkehrsflughafen in Galicien (Spanien) im äußersten Nordwesten der iberischen Halbinsel. Er wurde früher auch Aeropuerto de Vigo-Peinador oder kurz Aeropuerto de Peinador genannt.

## Lage und Verkehrsanbindung
Der Flughafen liegt acht Kilometer östlich vom Stadtzentrum Vigos entfernt, nahe den Gemeinden Redondela und Mos Vigo.
Mit den öffentlichen Verkehrsmitteln ist Vigos Flughafen vom Stadtzentrum mit dem Bus in ca. 36 Minuten erreichbar. Vom Plaza Eugenio Fadrique fährt die Linie L9A von Montag bis Freitag alle 30 Minuten, an Wochenenden Samstag und Sonntag alle 60 Minuten zum Flughafen. Der Fahrpreis beträgt €1,35.
Mit dem Auto ist der Flughafen von der 25 km entfernten Grenze zu Portugal im Süden aus über die Autovia del Atlantico (A-55) und Autopista del Atlantico (AP-9), die weiter nach Norden in Richtung Pontevedra geht, schnell zu erreichen. Aus Richtung Ourense im Osten kommt die Autovia de las Rias Baixas (A-52), die weiter ins Stadtzentrum Vigos führt. Über die neue Umgehungsautobahn VG-20 im Süden Vigos kommt man schneller in den Westen der Stadt. Ein Stück auf gemeinsamer Strecke mit der VG-20 verläuft in Richtung Südwesten (Nigrán, Gondomar) die Autopista do Val Miñor (AG-57).

## Flughafenanlagen

### Start- und Landebahn
Der Flughafen Vigo verfügt über eine Start- und Landebahn. Diese trägt die Kennung 02/20, ist 2.400  Meter lang, 45 Meter breit und hat einen Belag aus Asphalt.

### Passagierterminal
Das Passagierterminal des Flughafens hat eine Kapazität von 2 Millionen Passagieren pro Jahr. Es ist mit zehn Flugsteigen und vier Fluggastbrücken ausgestattet.

## Fluggesellschaften und Ziele

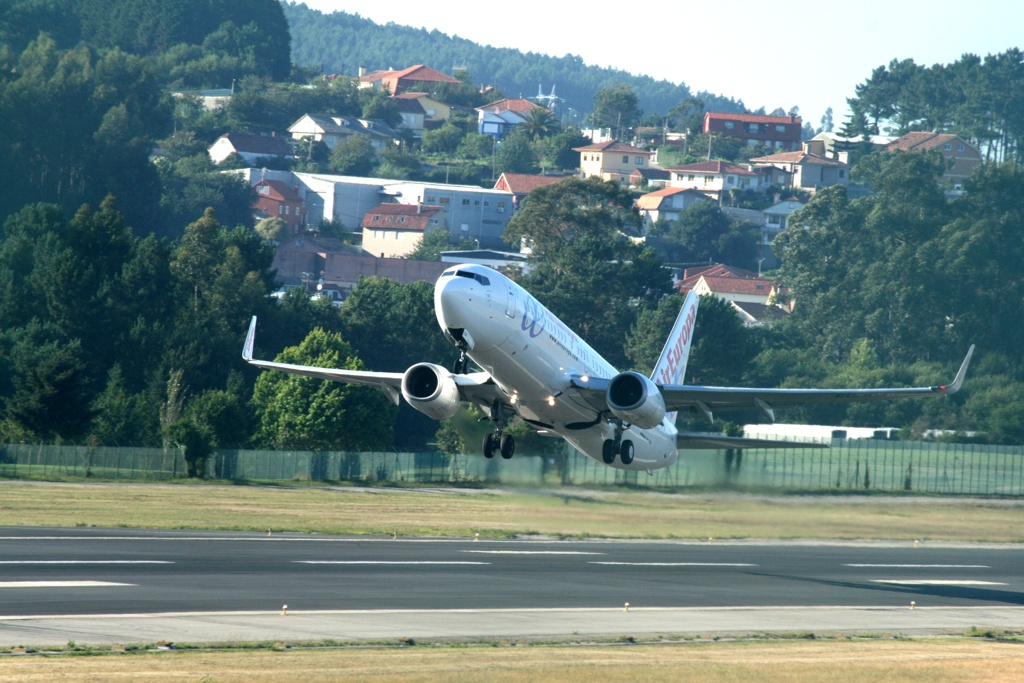
Boeing 737-800 von Air Europa beim Start

Der Flughafen Vigo wird von Air Europa, Air Nostrum, Binter Canarias, Iberia, Ryanair und Vueling Airlines. Vom Flughafen aus bestehen Verbindungen nach Barcelona, Gran Canaria, London Stansted, Madrid, Málaga und Teneriffa Nord.

## Verkehrszahlen
| Jahr  | Fluggastaufkommen | Luftfracht (Tonnen) | Flugbewegungen |
| ----- | ----------------- | ------------------- | -------------- |
| 2024* | 1.058.529         | 315                 | 11.515         |
| 2023  | 1.136.159         | 807                 | 14.866         |
| 2022  | 953.170           | 690                 | 13.760         |
| 2021  | 549.094           | 806                 | 9.191          |
| 2020  | 303.466           | 277                 | 5.597          |
| 2019  | 1.012.447         | 541                 | 11.524         |
| 2018  | 1.129.865         | 1.061               | 12.526         |
| 2017  | 1.065.595         | 771                 | 12.479         |
| 2016  | 954.006           | 476                 | 11.557         |
| 2015  | 713.567           | 537                 | 9.580          |
| 2014  | 680.387           | 436                 | 9.914          |
| 2013  | 678.720           | 448                 | 10.636         |
| 2012  | 828.725           | 571                 | 11.184         |
| 2011  | 976.152           | 1.114               | 14.130         |
| 2010  | 1.093.576         | 901                 | 14.941         |
| 2009  | 1.103.285         | 797                 | 15.698         |
| 2008  | 1.278.762         | 1.482               | 17.934         |
| 2007  | 1.405.968         | 1.953               | 19.999         |
| 2006  | 1.188.046         | 1.252               | 19.655         |
| 2005  | 1.108.720         | 1.363               | 18.855         |
| 2004  | 911.974           | 1.030               | 15.458         |
| 2003  | 840.013           | 1.134               | 13.453         |
| 2002  | 778.861           | 1.153               | 12.958         |
| 2001  | 790.540           | 1.699               | 13.546         |
| 2000  | 721.608           | 3.294               | 14.500         |

* 2024: Vorläufige Daten